# Gestreifter Knurrhahn
Der Gestreifte Knurrhahn (Trigloporus lastoviza) ist eine Art der Knurrhähne innerhalb der Barschartigen. Sein Verbreitungsgebiet reicht von Großbritannien bis Südafrika, zudem ist er in der Nordsee und im Mittelmeer anzutreffen.

## Merkmale
Der Gestreifte Knurrhahn besitzt einen langgestreckten, kegelförmigen Körper mit einem großen Kopf, der nach hinten schmaler wird. Er erreicht eine Körperlänge von durchschnittlich 15 Zentimeter, die Maximallänge kann bis zu 40 Zentimeter betragen. Der steil abfallende Kopf besitzt ein großes, sehr breites und endständiges Maul mit fleischigen Lippen. Er ist mit zahlreichen Leisten gepanzert. Der Rücken und die Flanken sind rot mit dunklen Flecken oder undeutlicher Bänderung. Die Afterflosse ist rot mit einem gelben Saum. Die flügelartig erweiterten Brustflossen besitzen einen leuchtend blauen Saum und dunkle und blaue Flecken.
Die Brustflossen sind flügelartig ausgebildet und vergrößert, sodass sie angelegt bis hinter den Ansatz der Afterflosse reichen. Die vordersten drei Hartstrahlen besitzen keine Flossenhaut und sind als einzeln stehende Strahlen frei beweglich. Die Bauchflossen sind kehlständig. Die Rückenflosse ist geteilt. Die vordere Rückenflosse besteht aus 9 bis 11 Hartstrahlen, die zweite aus 16 bis 17 Weichstrahlen. Die Afterflosse besitzt 14 bis 16 Weichstrahlen und die Brustflosse neben den 3 einzeln stehenden Hartstrahlen 10 bis 11 Weichstrahlen.

## Verbreitung
Der gestreifte Knurrhahn ist im Ostatlantik von Großbritannien bis Südafrika verbreitet, zudem kommt er in der Nordsee und im Mittelmeer vor.

## Lebensweise
Der Fisch lebt vor allem auf felsnahem Sand- und Schlammboden in 30 bis 150 Metern Tiefe, wo er sich vor allem von Krebstieren ernährt. Die einzeln stehenden Brustflossenstrahlen setzt er als Tast- und Schreitorgane ein und tastet mit ihnen nach Nahrung im Schlamm.
Die Laichzeit fällt in den Sommer. Die Eier mit einem Durchmesser von ca. 1,3 Millimeter werden in das Freiwasser abgegeben und schweben aufgrund von eingelagerten Öltröpfchen im Oberflächenwasser.

## Belege
1. 1 2 3  Gestreifter Knurrhahn auf Fishbase.org (englisch)
2. 1 2 3 4 5  Andreas Vilcinskas: Fische - Mitteleuropäische Süßwasserarten und Meeresfische der Nord- und Ostsee. BLV Verlagsgesellschaft, München 2000; S. 170. ISBN 3-405-15848-6.